# James Stewart
James Maitland Stewart, llamado coloquialmente Jimmy Stewart especialmente en Estados Unidos (Indiana, 20 de mayo de 1908-Beverly Hills, 2 de julio de 1997), fue un prolífico actor de cine, teatro y televisión estadounidense ganador dos veces del premio Óscar. Durante el transcurso de su carrera actuó en varias películas consideradas clásicos y fue nominado cinco veces al premio Óscar, ganando una vez en competencia (por The Philadelphia Story) y recibiendo uno honorífico por su trayectoria. También recibió un premio Cecil B. DeMille por su trayectoria, pero después ganaría el Globo de Oro como mejor actor de televisión - Drama. También tuvo una notable carrera militar en la WWII, alcanzando el grado de general en la Fuerza Aérea de los Estados Unidos.
Nació en Indiana, Pensilvania, cerca de Pittsburgh, e inicialmente siguió la carrera de Arquitectura, antes de sentirse atraído por el teatro en la Universidad de Princeton. Sus primeros éxitos vinieron como actor en el teatro de Broadway, antes de realizar su debut en Hollywood en 1935. La carrera de Stewart llegó a tener gran reconocimiento después de sus bien recibidas películas del director Frank Capra, incluyendo su rol que lo nominó al premio de la Academia en Mr. Smith Goes to Washington. A través de sus siete décadas en Hollywood, Stewart cultivó una carrera versátil y reconocida en el cine con clásicos tales como El hombre que mató a Liberty Valance, Historias de Filadelfia, El invisible Harvey, Qué bello es vivir, La ventana indiscreta, La soga y Vértigo. Es el actor más representativo de la lista de AFI's 100 años... 100 películas. Desde 2007, diez de sus películas han sido incluidas en el Registro Nacional de Cine.
Stewart dejó su marca en una amplia gama de géneros cinematográficos, incluyendo comedias screwball, wésterns, biográficas, cintas de suspenso y películas familiares. Trabajó para numerosos directores reconocidos posteriormente en sus carreras, como Alfred Hitchcock, John Ford, Billy Wilder, Frank Capra y Anthony Mann. Ganó muchos de los honores más grandes de la industria y logró el premio a la trayectoria de todas las grandes organizaciones del cine. Falleció en 1997, dejando detrás de sí un legado de interpretaciones clásicas, y es considerado uno de los mejores actores de la época dorada de Hollywood. Fue nombrado en el tercer lugar en una lista de los cincuenta actores y actrices más célebres del cine estadounidense, formulada por el American Film Institute.

## Biografía

### Infancia y juventud
James Maitland Stewart nació el 20 de mayo de 1908 en Indiana, Pensilvania, hijo de Elizabeth Ruth (apellido de soltera Jackson) y Alexander Maitland Stewart, dueño de una ferretería. Ambos eran presbiterianos y de origen escocés. Sus ascendientes Jackson participaron en la Guerra de Independencia, la guerra anglo-estadounidense de 1812 y la guerra de Secesión.
James era el mayor de los tres hijos del matrimonio (tuvo dos hermanas menores, Virginia y Mary). Sus padres esperaban que continuase el negocio, que había estado en la familia durante tres generaciones. 
Su padre era una persona tradicional que había combatido en la guerra de Cuba, contra España y en la Primera Guerra Mundial y que le transmitió valores morales decimonónicos. Su madre era una pianista excelente pero su padre desalentaba a su hijo cuando este quería tomar lecciones. Cuando su padre aceptó un acordeón regalado por un amigo, Stewart rápidamente aprendió a tocar el instrumento, lo que seguiría haciendo durante su carrera después de las actuaciones. Al crecer la familia la música continuó teniendo una parte importante en ella.
Fue un joven tímido; Stewart pasaba gran parte de su tiempo después del colegio trabajando en el sótano de la casa en maquetas de aviones, dibujos mecánicos y química —teniendo en mente el sueño de ser piloto—. Pero abandonó sus sueños de convertirse en piloto cuando su padre insistió en que en lugar de ir a la Academia Naval ingresara en la Universidad de Princeton. Stewart se matriculó en 1928 como miembro de la Clase de 1932. Antes se había graduado de la preparatoria Mercersburg Academy.
En Mercersburg, Stewart participó activamente en diversas actividades. Jugó en el Equipo de fútbol americano y en el de atletismo. Fue director de arte del anuario KARUX y miembro del club de coro y de la Sociedad Literaria John Marshall. Durante sus primeras vacaciones de verano, Stewart regresó a Indiana, Pensilvania, para trabajar como cargador de ladrillos para una compañía de construcción local en la construcción de carreteras y caminos donde pintaba las líneas en el camino. En los siguientes dos veranos tomó un trabajo como asistente de un mago profesional. También realizó su primera aparición en teatro en Mercersburg, como Buquet en la obra The Wolves.
En Princeton, Stewart sobresalió en sus estudios de arquitectura, realizó su proyecto final de la carrera sobre el diseño de un aeropuerto, que le permitió obtener una beca para estudios de posgrado, pero gradualmente se sintió atraído por los clubes de drama y música de la escuela, incluyendo el famoso Princeton Triangle Club. Fue miembro del Princeton Charter Club así como cheerleader. Durante sus tiempos libres se entretenía yendo al cine en la época en que el cine sonoro estaba recién reemplazando al cine mudo.
Sus talentos en la actuación le llevaron a ser invitado a los University Players, un club de actuación de músicos y "thespians" de la Ivy League, con Joshua Logan como director y Margaret Sullavan como la actriz principal. Stewart inmediatamente se sintió atraído por ella, pero Sullavan pronto dejaría al grupo para su debut en Broadway en A Modern Virgin. Después de graduarse en 1932, en plena Gran Depresión, no encontró trabajo como arquitecto y se dedicó a interpretar pequeños papeles en el verano en las producciones en Cape Cod de Players, cuando se unió al grupo de actores que incluía a Henry Fonda y Sullavan (quienes habían decidido contraer matrimonio). En otoño, Stewart, con el rechazo de su padre, se mudó a la Ciudad de Nueva York para convertirse en actor donde compartió un departamento con Henry Fonda, que se había divorciado muy pronto de Sullavan y con Joshua Logan. En noviembre, Stewart fue contratado para su primera gran producción teatral como un chófer en la comedia Goodbye Again en Broadway, en la que solo interpretaba dos líneas. The New Yorker destacó, "El Sr. James Stewart como chófer... aparece sólo durante tres minutos y se va del escenario rodeado de espontáneos aplausos."
Si bien la obra tuvo un éxito moderado la época era complicada. Muchos teatros en Broadway habían sido convertidos en pequeños cines y la depresión estaba llegando a su peor momento. "Desde 1932 hasta 1934", Stewart recordó posteriormente, "Sólo trabajé tres meses. Todas las obras en las que estaba cerraron." Para 1934, obtuvo roles teatrales con más substancia, incluyendo el exitoso Page Miss Glory y su primer rol dramático teatral en Yellow Jack de Sidney Howard, que lo convenció de proseguir en su carrera como actor. Sin embargo, Stewart y Fonda, todavía compañeros de cuarto, luchaban por salir adelante.
En el otoño de 1934, el éxito de Fonda en The Farmer Takes a Wife lo llevó a Hollywood. Finalmente, Stewart atrajo el interés del cazatalentos de MGM Bill Grady quien vio a Stewart en la noche de estreno de Divided by Three, una premier glamurosa que incluía entre el público a luminarias como Irving Berlin y Moss Hart y su amigo Fonda quien había regresado a Nueva York para ver el espectáculo. Con el apoyo de Fonda, Stewart accedió a hacer una prueba para la pantalla y firmó un contrato con MGM en abril de 1935, como actor contratado por un período de hasta siete años con un sueldo de $350 semanales.
Al llegar por tren a Los Ángeles, Fonda le dio la bienvenida a Stewart en la estación y lo llevó a su departamento suministrado por el estudio, al lado de Greta Garbo. Su primer trabajo en el estudio fue como participante en las pruebas para la pantalla realizadas a los aspirantes a estrella recién llegados. Al comienzo tuvo problemas para ser contratado en las películas de Hollywood debido a su aspecto tímido y humilde en escena. Su primera película fue la mal recibida The Murder Man con Spencer Tracy, pero Rose Marie, una adaptación de la popular opereta, tuvo más éxito. Tras estos éxitos diversos en películas, recibió su primer papel de peso en la versión de 1936 de After the Thin Man y luego varias comedias de Frank Capra lo consagraron.

### Servicio militar
Participó en la Segunda Guerra Mundial, lo que le llevó a simbolizar al estadounidense patriota, honorable y severo. Durante el conflicto, en lugar de dedicarse a tareas propagandísticas eligió convertirse en piloto de bombardero. Sus dotes de mando le llevaron a ser uno de los pocos norteamericanos que pasaron de soldado a coronel en menos de cuatro años. Tras la guerra continuó su servicio en la reserva, llegando a ostentar el rango de general de brigada.

### Éxito después de la guerra

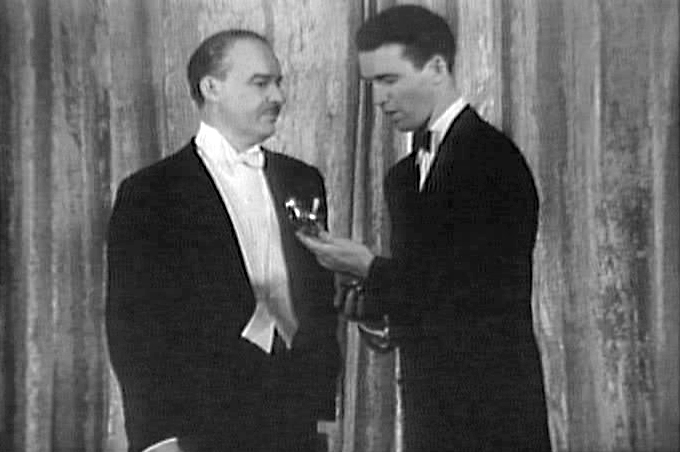
Stewart recibiendo el premio Óscar al mejor actor por The Philadelphia Story (1942).

### Colaboraciones con Hitchcock y Mann
Trabajó con los directores más importantes, y su versatilidad como intérprete le permitió abordar muy diversos géneros. Intervino en más de ochenta filmes, siendo recompensado con cinco nominaciones a los premios Óscar, de las que consiguió dos estatuillas (una como mejor actor, y otra como homenaje por toda su carrera). También fue galardonado con la Copa Volpi del Festival de Cine de Venecia, el Oso de Plata, del Festival de Cine de Berlín, y dos Globos de Oro, entre otros.
Stewart es considerado una de las primeras estrellas del Star-system de Hollywood. 

### Carrera en las décadas de 1960 y 1970
Participó en la película Aeropuerto 77 en el papel de un millonario filántropo y dueño del avión que se estrella en el océano, eje de la película.

### Últimos años y fallecimiento
La esposa de Stewart, Gloria, murió de cáncer de pulmón el 16 de febrero de 1994. Según su biógrafo, Donald Dewey, su muerte dejó a Stewart deprimido y "perdido en el mar". Stewart se volvió aún más solitario, pasando la mayor parte de su tiempo en su habitación, saliendo solo para comer y visitar a sus hijos. Excluyó a la mayoría de las personas de su vida, no solo a los medios y a fanes, sino también a sus compañeros de reparto y amigos. Los amigos de Stewart, Leonard Gershe y Gregory Peck, dijeron que Stewart no estaba deprimido o infeliz, pero finalmente se le permitió descansar y estar solo. 
Stewart falleció a los 89 años de edad el 2 de julio de 1997, en su hogar en Beverly Hills, debido a un paro cardiorrespiratorio y un tromboembolismo pulmonar después de haber padecido por muchos años de problemas respiratorios. También había sufrido de la enfermedad de Alzheimer. Stewart está sepultado en el Forest Lawn Memorial Park Cemetery en Glendale, California.
"Estados Unidos perdió un tesoro nacional hoy", declaró el presidente Bill Clinton el día en que Stewart falleció. "Jimmy Stewart fue un gran actor, un caballero y un patriota."

### Vida privada
En 1949 contrajo matrimonio por primera y única vez con Gloria Hatrick McLean, a la que conoció gracias al matrimonio Gary y Veronica Cooper, Ella aportaba dos hijos de su primer matrimonio, y tuvieron una pareja de gemelas, Judy y Kelly, el 7 de mayo de 1951.

### Política
En política Stewart apoyaba al Partido Republicano.
Uno de sus mejores amigos era Henry Fonda, a pesar del hecho de que ambos tenían visiones políticas completamente diferentes. Una discusión política en la primavera de 1947 terminó en una pelea a manos entre los dos amigos, pero aparentemente mantuvieron la amistad gracias al acuerdo de no volver a hablar sobre política. Hay una pequeña referencia sobre sus diferencias en política en sus personajes en la película The Cheyenne Social Club.

## Filmografía
Apareció en 92 películas desde los inicios de su carrera en 1935 hasta sus últimos proyectos en el teatro en 1991, televisión y cortos. En el transcurso de su ilustrada carrera, apareció en muchas películas exitosas y aclamadas por la crítica, incluyendo clásicos tales como Mr. Smith Goes to Washington, The Spirit of St. Louis y Vértigo. Sus roles en Mr. Smith Goes to Washington, The Philadelphia Story, Qué bello es vivir, Harvey, y Anatomía de un asesinato le valieron nominaciones al premio de la Academia (ganó el premio a mejor actor por Philadelphia Story). La carrera de Stewart desafió los límites de género y tipo, y dejó su marca en las comedias screwball, los thrillers de suspense, los wésterns, las biografías y las películas familiares.

### Actuaciones en Broadway
- Carry Nation (octubre de 1932-noviembre de 1932)
- Goodbye Again (diciembre de 1932-julio de 1933)
- Spring in Autumn (octubre de 1933-noviembre de 1933)
- All Good Americans (diciembre de 1933-enero de 1934)
- Yellow Jack (mayo de 1934)
- Divided By Three (octubre de 1934)
- Page Miss Glory (noviembre de 1934-marzo de 1935)
- A Journey By Night (abril de 1935)
- Harvey (julio-agosto de 1947; julio-agosto de 1948, reemplazando por vacaciones a Frank Fay)
- Harvey (regreso, febrero de 1970-mayo de 1970)

## Premios y nominaciones
Premios Óscar
| Año  | Categoría        | Película                     | Resultado |
| ---- | ---------------- | ---------------------------- | --------- |
| 1940 | Mejor actor      | Mr. Smith Goes to Washington | Nominado  |
| 1941 | Mejor actor      | The Philadelphia Story       | Ganador   |
| 1947 | Mejor actor      | Qué bello es vivir           | Nominado  |
| 1951 | Mejor actor      | El invisible Harvey          | Nominado  |
| 1960 | Mejor actor      | Anatomía de un asesinato     | Nominado  |
| 1985 | Óscar honorífico | Óscar honorífico             | Ganador   |

Premios BAFTA
| Año  | Categoría              | Película                 | Resultado |
| ---- | ---------------------- | ------------------------ | --------- |
| 1955 | Mejor actor extranjero | The Glenn Miller Story   | Nominado  |
| 1960 | Mejor actor extranjero | Anatomía de un asesinato | Nominado  |

Premios Globos de Oro
| Año  | Categoría                         | Película                   | Resultado |
| ---- | --------------------------------- | -------------------------- | --------- |
| 1951 | Mejor actor - Drama               | El invisible Harvey        | Nominado  |
| 1963 | Mejor actor - Musical o comedia   | Un optimista de vacaciones | Nominado  |
| 1965 | Premio Cecil B. DeMille           | Trayectoria                | Ganador   |
| 1974 | Mejor actor de televisión - Drama | Hawkins                    | Ganador   |

NYFCCs
| Año  | Categoría   | Película                     | Resultado |
| ---- | ----------- | ---------------------------- | --------- |
| 1939 | Mejor actor | Mr. Smith Goes to Washington | Ganador   |
| 1959 | Mejor actor | Anatomía de un asesinato     | Ganador   |

Festival Internacional de Cine de San Sebastián
| Año  | Categoría                                          | Película | Resultado |
| ---- | -------------------------------------------------- | -------- | --------- |
| 1958 | Premio Zulueta a la mejor interpretación masculina | Vértigo  | Ganador   |

Festival Internacional de Cine de Venecia
| Año  | Categoría                 | Película                 | Resultado |
| ---- | ------------------------- | ------------------------ | --------- |
| 1959 | Copa Volpi al mejor actor | Anatomía de un asesinato | Ganador   |

Festival Internacional de Cine de Berlín
| Año  | Categoría                   | Película                   | Resultado |
| ---- | --------------------------- | -------------------------- | --------- |
| 1962 | Oso de Plata al mejor actor | Un optimista de vacaciones | Ganador   |
| 1982 | Oso de Oro Honorífico       | Trayectoria                | Ganador   |

Premios del Sindicato de Actores
| Año  | Categoría   | Película    | Resultado |
| ---- | ----------- | ----------- | --------- |
| 1968 | Trayectoria | Trayectoria | Ganador   |

American Film Institute
| Año  | Categoría   | Película    | Resultado |
| ---- | ----------- | ----------- | --------- |
| 1980 | Trayectoria | Trayectoria | Ganador   |

National Board of Review
| Año  | Categoría   | Película    | Resultado |
| ---- | ----------- | ----------- | --------- |
| 1990 | Trayectoria | Trayectoria | Ganador   |

## Honores y tributos
Fue galardonado con varios premios a la trayectoria en diversos años: premio Óscar (1941 y 1985), Globos de Oro (1965), premio del Sindicato de Actores (1969), American Film Institute (1980), Berlin International Film Festival (1982), Kennedy Center Honors (1983), Lincoln Center (1990), y el National Board of Review (1990). Stewart tiene una estrella en el Paseo de la Fama de Hollywood en el 1708 de Vine Street. Una vez la estrella fue robada pero fue inmediatamente reemplazada. También fue invitado a dejar marcadas sus manos en la entrada del Grauman's Chinese Theatre.

### Condecoraciones militares y civiles
|  | Medalla                                                                              |
|  | ------------------------------------------------------------------------------------ |
|  | Medalla por Servicio Distinguido del Ejército                                        |
|  | Cruz de Vuelo Distinguido con racimo de hojas de roble                               |
|  | Medalla del Aire con 3 racimos de hojas de roble                                     |
|  | Medalla del Servicio Encomiable del Ejército                                         |
|  | American Defense Service Medal                                                       |
|  | Medalla de la Campaña en Europa – África – Oriente Medio con 3 estrellas de servicio |
|  | Medalla de Victoria Segunda Guerra Mundial                                           |
|  | Medalla a las Reservas de las Fuerzas Armadas                                        |
|  | Croix de Guerre con Palma                                                            |
|  | Medalla Presidencial de la Libertad                                                  |
|  | Silver Buffalo Award                                                                 |